# Miroslav Heryán
Miroslav Heryán (13. července 1923 Ostrava – 8. února 2003) byl český českobratrský duchovní, teolog, pedagog, esperantista a básník.
Působil jako farář ve sboru v Praze-Radotíně a ve sboru Brno II. Byl znám svou ekumenickou činností mezi mládeží, pro kterou používal moderních forem. Byl spoluzakladatelem a prvním předsedou České evangelikální aliance. Byl dlouholetým předsedou evangelizačního odboru ČCE, podílel se – v rámci starozákonní skupiny – na ekumenickém překladu Bible. Vyučoval na Evangelikálním teologickém semináři VOŠT v Praze systematickou teologii a etiku. V letech 1991–1995 byl ředitelem Vyšší odborné školy biblické v Hradci Králové.

## Evangelikální teologická konference v Praze
Byl jedním z hlavních řečníků v ročnících 1994 (Eklesiologie), 1995 (Autorita Bible, Soteriologie), 1998 (Církve a Izrael). V ostatních ročnících se účastnil jako jeden z dotazovaných v rámci panelových diskuzí.

## Spolupráce s StB
Podle záznamů ve svazku StB na Dana Drápala byl aktivním agentem StB, ovšem podle soudu Dana Drápala StB "jim nikdy neřekl něco, co už by nevěděli" (na rozdíl od jiných donášejících kolegů).